# Agent Ploutvička
Agent Ploutvička (v portugalském originále Peixonauta; v anglickém originále Fishtronaut) je brazilský animovaný televizní seriál pro děti ve věku 3–7 let. Jeho autory jsou Celia Catunda a Kiko Mistrorigo, produkční společností seriálu je TV PinGuim ve spolupráci s Discovery Kids. Série vypráví příběh agenta Ploutvičky, ryby ve skafandru podobném potápěčské výstroji, který mu umožňuje létat a dýchat nad vodou. Je tajným agentem, který spolu se svými přáteli Marinou a Zeekem odhaluje záhady, které se vyskytují v parku.
Pořad je známý tím, že úspěšně učí děti pečovat o životní prostředí.

## Postavy
- Agent Ploutvička (portugalsky: Peixonauta, angličký: Fishtronaut) je antropomorfní velká zlatá rybka. Nosí oblek Bubblex, který mu umožňuje létat z vody. Má také řadu nástrojů užitečných během misí. Neustále sleduje své přátele Marinu a Zeeka a zkoumá problémy parku, aby je vyřešil. Žije na dně Tichého jezera, i když tráví více času na hladině se svými přáteli. Je také ctižádostivým vynálezcem, který vytváří stroje obecně užitečné pro park. Obvykle komunikuje prostřednictvím video obrazovky, namontované v jeho obleku.
- Marina je bystrá, zvědavá 10letá dívka, která je zároveň nejlepší kamarádkou agenta Ploutvičky. Každý den se ukazuje jako cenná členka špionážního týmu parku. Kdykoli jsou s agentem Ploutvičkou od sebe, může vždy použít své spolehlivé hodinky, aby s ním zůstala v kontaktu.
- Zeek (portugalsky: Zico) je 13letý opičák, který se možná rád opičí, ale jeho úžasné schopnosti šplhání po stromech a vyladěný nos z něj činí neocenitelného člena týmu. Přestože přichází s nejnepravděpodobnějšími teoriemi a dokonce způsobuje občasné záměny, jeho úmysly jsou jen ty nejlepší.
- Billy a Mac (portugalsky: Pedro e Juca)